# Alan Letang
Alan Letang (Renfrew, Ontario, 4. rujna 1975.) kanadski je profesionalni hokejaš na ledu. Igra na poziciji lijevog beka. Odigrao je četrnaest utakmica u NHL-u za Dallas Stars, Calgary Flames i New York Islanders. 1993. godine od strane Montreal Canadiensa bio je rangiran kao 203. od 600 igrača, u visokom 8. krugu od 20 unutar kojih se rangiraju igrači prema uspjesima na odigranim utakmicama.

## Karijera

### Amerika
Letang je rođen 1975. godine u gradu Renfrewu u saveznoj državi Ontario. Letang je svoju profesionalnu karijeru započeo u sezoni 1991./1992. igrajući za Cornwall Royals. Na NHL-ovu draftu prava na Letanga 1993. godine uzeli su Montreal Canadiensi, ali za Habse nije nikad zaigrao. U Ontario Hockey ligi igrao je do 1995./1996., nakon čega prelazi u AHL gdje igra dvije sezone. Preko AHL-a, Švicarske (Zug i Langnau) i Njemačke (Augsburg) zaradio je pozivnicu u Team Canada (reprezentaciju kanadskih igrača u Europi), ali i povratnu kartu u NHL. Svidio se legendarnom treneru Kenu Hitchcocku, koji ga je doveo u Dallas 1999. godine, ali Letang, defanzivno orijentirani bek, nije dobivao previše minuta na ledu te je odigrao svega 14 utakmica, nastupao je još za Calgary Flamese i New York Islanders.

### Europa
U NHL-u je igrao od sezone 1999./00. do sezone 2004./2005.  kada dolazi u Europu i igra za Hamburg Freezers u prvoj njemačkoj ligi. U njemačkom DEL-u i austrijskom EBEL-u (Hamburg, Nurnberg i Innsbruck), Letang je odradio odlične četiri sezone. Kao igrač Innsbrucka u sezoni 2008./09. u 54 susreta upisao je 5 golova i 16 asistencija. Budući da je zbog novčanih problema Innsbruck isključen iz EBEL-a za narednu sezonu, te će igrati u drugoj austrijskoj ligi, Letang je potražio novi klub.
U pripremama za sezonu 2009./10. potpisao je za novog člana EBEL-a hrvatski KHL Medveščak. Time je postao stožernim igračem obrane i kapetanom Medvjeda. U sezoni 2009./10. u EBEL-u Letang je odigrao 61 utakmicu, zabio 13 golova, te ostvario 21 asistenciju, a svega je samo 46 minuta skupio u kaznenim minutama izvan leda u svim utakmicama zajedno. Odmah po završetku sezone 20. ožujka 2010. prihvatio je ponudu vodstva kluba za produženje ugovora i odlučio još jednu sezonu provesti u Medveščaku.

## Statistika karijere
Bilješka: OU = odigrane utakmice, G = gol, A = asistencija, Bod = bodovi, +/- = plus/minus, KM = kaznene minute, GV = gol s igračem više, GM = gol s igračem manje, GO = gol odluke
| 2009./10. | KHL Medveščak | EBEL | 25 | 2 | 9 | 11 | -5 | 8 | 0 | 0 | 1 |  |  |  |  |  |  |  |  |  |

## Vanjske poveznice
|  | Zajednički poslužitelj ima još gradiva o temi Alan Letang |

- Profil na The Internet Hockey Database
- Profil na Eurohockey.net